# Wiązowna Kościelna
Wiązowna Kościelna (prononciation : [vjɔ̃ˈzɔvna kɔɕˈt͡ɕelna]) est un village polonais de la gmina de Wiązowna dans le powiat d'Otwock de la voïvodie de Mazovie dans le centre-est de la Pologne.
Il se situe à environ 7 kilomètres au nord-est d'Otwock (siège du powiat) et à 22 kilomètres à l'est de Varsovie (capitale de la Pologne).

## Histoire
De 1975 à 1998, le village appartenait administrativement à la voïvodie de Varsovie.